# Наумово (Александровский район)
Наумово — деревня в Александровском муниципальном районе Владимирской области России, входит в состав Следневского сельского поселения.

## География
Деревня расположена в 6 км на восток от центра поселения деревни Следнево и в 1,5 км на запад от города Александрова.

## История
В XIX — начале XX века деревня входила в состав Александровской волости Александровского уезда. В 1859 году в деревне числилось 29 дворов, в 1905 году — 37 дворов, в 1926 году — 39 дворов.
С 1929 года деревня входила в состав Дичковского сельсовета Александровского района, с 1941 года — в составе Бакшеевского сельсовета Струнинского района, с 1965 года — в составе Александровского района, с 2005 года — в составе Следневского сельского поселения.

## Население
| 1859 | 1905 | 1926 | 2002 | 2010 | 2021 |
| ---- | ---- | ---- | ---- | ---- | ---- |
| 200  | ↗279 | ↘225 | ↘117 | ↘95  | ↘53  |